# Борина недеља
Борина недеља једна је од најстаријих књижевних манифестација у Србији, а одржава се последње недеље марта у Врању. Посвећена је великану српске књижевности, Борисаву Станковићу, који је рођен у том граду. Организатори „Борине недеље” су Књижевна заједница „Борисав Станковић” и Град Врање. Традиционално се додељује и награда за најбољу књигу прозе у Србији у претходној години.

## Награда „Борисав Станковић”
Награда „Борисав Станковић” једна је од најугледнијих књижевних награда у нас, поред НИН-ове и Андрићеве. Интегрални је део „Борине недеље”, једне од најзначајнијих књижевних манифестација у земљи, која у духовном смислу представља личну карту Врања. Традиционално се одржава од 23. до 29. марта. Награду је установила и додељује Књижевна заједница „Борисав Станковић”, организатор ове манифестације. Додељује се за најбољу књигу прозе објављену на српском језику у протеклој календарској години, а уручује на завршној свечаности, последњег дана трајања манифестације.
Јубиларна 20. награда додељена је 2011. Те године кулминирао је и сукоб између Књижевне заједнице „Борисав Станковић“ и градске власти Врања, те је градска власт паралелно организовала манифестацију и доделила алтернативну награду „Бора Станковић” Веселину Марковићу за роман Ми различити а 2012. Угљеши Шајтинцу за роман Сасвим скромни дарови, након чега је укинута.

## Бора Станковић

### Биографија
Борисав Бора Станковић (Врање, 31. март 1876 - Београд, 22. октобар 1927) је био проповедач, романсијер, драматичар и један од најзначајнијих писаца српског реализма. Рођен је у Врању и врло рано остао без родитеља, па га је одгајила мајка његовог оца, баба Злата. Завршио је Правни факултет у Београду 1902. године. Своју најпознатију драму „Коштана” објављује 1905. године, где први пут у књижевном делу користи врањски дијалекат и говор људи из јужне Србије, што изазива велике критике. Свој најпознатији роман „Нечиста крв” објављује 1910. године, добијајући позитивне критике. За време Првог светског рата бива заробљен и транспортован у логор Дервента. После ради у Министарству просвете Краљевине Срба, Хрвата и Словенаца. Умро је 1927. године у Београду.

### Музеј кућа Борe Станковићa
Кућа у којој се родио књижевник Борисав Станковић налази се у Баба Златној улици, у некадашњој Доњој мали, на плацу која је купила Борина баба, по којој је улица и добила име. Подигнута је 1855. као четвороделна кућа са отвореним тремом и доксатом под којим је улаз у подрум. Грађена у бондруку са испуном од чатне, а крова покривеног ћерамидом. Као варијанта развијене моравске куће представља вредан споменик народног градитељства. У дворишту се налази башта, стари дуд, калдрма и бунар, као и летња кухиња. Окружена лозницама, цвећем личи на давно заборављени Борин свет, скривен од модерног доба. После конзерваторско-рестаураторских радова изведених 1966. године, у њој је смештен музеј Боре Станковића. Кућа је отворена за туристе.

### Позориште Бора Станковић
Позориште Боре Станковић 5. септембра 1997. године постало је професионално и поново се придружило породици професионалних театара Србије. Своје највеће успехе доживело је док га је водио редитељ и глумац Радослав Радивојевић (1943—2009), у периоду од 1997. до 2009. године. Од малог пpовинцијског ансамбла створио је респектабилан професионални театар, који је 2003. године представом „Кривово” по тексту Радосава Стојановића био апсолутни победник на Сусретима професионалних позоришта Србије Јоаким Вујић. Радивојевић је незаобилазно име у културном животу Врања. Године 1979. покренуо је Борине позоришне дане (које трају и данас) и водио их пуних 28 година. За то време, пред врањском публиком приказано је преко 400 представа, а учествовала су бројна позоришта из наше земље и иностранства. Уз то, написао је и обимну историју позоришног живота града под Пржаром − „Позоришни живот Врања” 1987. године. Позоришни живот у Врању одвија се у згради коју је 1892. године изградио врањски трговац Јанча Јовановић. И данас се сала и сцена налазе на истим темељима, а нови део и адаптација урађени су 1993. и 1998. године. У пожару који се догодио 2.јула 2012. године, у раним јутарњим часовима, позоришна зграда је изгорела.